# Fiesta (popegyüttes)
A Fiesta, egy latin stílusú magyar együttes.

## Az együttes
Az együttes két tagja, Knapik Tamás és Csordás Tibor, már régóta ismerték egymást. Karrierjük kezdetén mindketten rockzenét játszottak különböző együttesekben. A ’90-es években Tamás már egy karib-tengeri hajón is játszott egy szalonzenekarban és hosszú ideig Puerto Ricóban élt, ahol megismerkedett a latinos dallamvilággal. Miután visszaköltözött Magyarországra, felkereste Csordás Tibort azzal a kéréssel, hogy közösen alapítsák meg a Fiesta zenekart. Tibornak nagyon megtetszettek a kintről hozott hanganyagok, így nem volt tehát nehéz rávenni arra, hogy a továbbiakban közösen zenéljenek. Céljuk, hogy a tradicionális latin-amerikai zenét a mai populáris irányzatokkal elvegyítve tegyék kedveltté hazánkban, úgy ahogy ez már a nemzetközi zenei életben oly sokaknak sikerült.

## Zenei karrier
2000 januárjában jelent meg első kislemezük a Meddig tart? című dalból, melyhez videóklipet is forgattak.
2000 augusztusában az EMI Zenei Kft-hez szerződtek és még ez évben kijött két kislemezük a Jött veled a nyár és az Angelina című dalokból.
2001. március 21-én jelent meg első albumuk Hozzám tartozol címmel, amely szeptemberre elérte az aranylemez, később pedig a platinalemez minősítést.
2001 októberében jelent meg Az album negyedik kislemeze Nem mondtam el címmel, amelynek egyik nagy különlegessége, hogy Antonio Banderas legújabb filmjéhez, az Eredendő bűnhöz készült. A dalt az együttes énekese Bogics Enikővel duettben adta elő.
A következő években a Fiesta zenekar népszerűsége tovább nőtt. Az együttes következő 3 albuma a 2002 májusában megjelent A tűzön át, a 2003 októberében megjelent Puerto Rico és a 2004 végén megjelent Amor latino platinalemez minősítést kaptak, és mindegyik sikeres slágerekkel büszkélkedik.
2005-ben az Fiesta 5 éves fennállása alkalmából az együttes kiadott egy Best of albumot Fiesta: Best of címmel. Az albumon 15 dal hallható, 13 az együttes legnagyobb slágereiből (többek között: Angelina, Jött veled a nyár, Hasta Manana, A tiéd mindenem, Hola Mi Amor, Ebben az álomban, Mindig csak vártalak stb.),
valamint két újdonság: A Lopott csókok című dal, amely egy lassú akusztikusabb, gitárközpontúbb dal, valamint a Szeret a nő, melyet az együttes Emilióval adott elő.
Az együttes 2008-ban az Eurovíziós Dalverseny nemzeti döntőjébe is bekerült a Gyűlölve szeretni című dallal, amely beharangozója volt a legújabb albumuknak a Lehet, hogy álomnak.
A dalt a világhírű Romano Drom együttes énekes/gitárosával, Kovács Antallal készítették el. A dalhoz videóklip is készült ami magyar és angol nyelven is leforgattak.
Az album második kislemeze a Te rongyos élet című dalból készült, amelyet az együttes Kefírrel, Farkas Zsófiával és egy kubai származású rapperrel Hugo Sanchessel ad elő.
Ekkor jelölték az együttest VIVA Comet díjra a Legjobb együttes kategóriában.
Az album harmadik kislemeze a Nem késő még című dalból készült, melyben több vendégelőadó is énekel: Deák Bill Gyula, Péter Szabó Szilvia (NOX), Széles Iza, Farkas Zsófia, Skrapits Erik (No Thanx) és Emilio. A dal Erős Antónia Egy Csepp Figyelem Alapítványának cukorbetegség elleni harcát támogatja, és a 2008. november 16-i Egy csepp világnap apropóján készült el.

## Tagok
- Knapik Tamás (Budapest, 1970. június 22.), az együttes gitárosa, háttérénekese, zeneszerzője és vezetője. Pályafutását rockzenészként kezdte, több zenekarban játszott, több mint 15 éve gitározik, melynek köszönhetően számos érdekes helyre is eljutott a nagyvilágban. Élete egyik legizgalmasabb fél éve volt, amikor egy karib-tengeri hajón zenélt. Hamarosan a szerelem is eljött az életében, mely nála szakmai pályájára is hatással volt, hiszen három évig Puerto Ricóban élt, ahol lehetősége nyílt rá, hogy alaposan megismerje az ottani kultúrát.

2003-ban az év dalszerzőjének választották.
- Csordás Tibor (Budapest, 1971. február 20.), az együttes énekese (bariton) és dalszövegírója. Gyermekkorában a sport töltötte be mindennapjait. 8 éves korában egy karate egyesület tagjaként járta az országot és vett részt bemutatókon. Sportkarrierje ezután véget ért, bár a mai napig motorozik és konditerembe jár, valamint kitartóan focizik a médiaválogatottban. Az énekléssel 14-15 éves kora óta foglalkozik. Rockzenészként kezdte pályafutását, a Junkies énekeseként tűnt fel, majd Knapik Tamással megalakították a Fiesta zenekart, mely azóta is egyre nagyobb sikerrel működik. 2003-ban az év szövegírójának választották.

## Diszkográfia

### Albumok
| Év   | Album                               | Legmagasabb helyezés                   | Minősítés         |
| Év   | Album                               | MAHASZ Top 40 album- és válogatáslemez | Minősítés         |
| ---- | ----------------------------------- | -------------------------------------- | ----------------- |
| 2001 | Hozzám tartozol - Megjelenés: 2001  | 2                                      | - 2x Platinalemez |
| 2002 | A tűzön át - Megjelenés: 2002       | 2                                      | - Platinalemez    |
| 2003 | Puerto Rico - Megjelenés: 2003      | 2                                      | - Platinalemez    |
| 2004 | Amor latino - Megjelenés: 2004      | 14                                     | - Aranylemez      |
| 2005 | Best of Fiesta - Megjelenés: 2005   | 39                                     |                   |
| 2007 | Lehet, hogy álom - Megjelenés: 2007 | 6                                      |                   |

### Videóklipek
- Meddig tart?
- Jött veled a nyár
- Angelina
- Nem mondtam el feat. Bogics Enikő
- Őrzöm még
- Hasta Manana
- Hola Mi Amor
- Puerto Rico
- A tiéd mindenem
- Aki elmegy, ugye hazatér
- Amor latino feat. Tigris
- Mindig csak vártalak
- Ebben az álomban
- Szeret a nő feat. Emilio
- Gyűlölve szeretni
- Te rongyos élet feat. Kefír, Farkas Zsófia és Hugo Sanches
- Fiesta All Star – Nem késő még

### Slágerlistás számok
| Év                  | Dal                                                       | Legmagasabb helyezés | Legmagasabb helyezés   | Legmagasabb helyezés | Legmagasabb helyezés | Legmagasabb helyezés         | Legmagasabb helyezés | Album           |
| Év                  | Dal                                                       | VIVA Chart           | Mahasz Editors’ Choice | Mahasz Rádiós Top 40 | Mahasz Dance Top 40  | MAHASZ Single (track) Top 10 | EURO 200             | Album           |
| ------------------- | --------------------------------------------------------- | -------------------- | ---------------------- | -------------------- | -------------------- | ---------------------------- | -------------------- | --------------- |
| 2001                | Őrzöm még                                                 | ?                    | 36                     |                      |                      |                              |                      | Hozzám tartozol |
| 2002                | Hola Mi Amor                                              | ?                    | 32                     | 12                   |                      | 7                            |                      | A tűzön át      |
| 2003                | Puerto Rico                                               | ?                    |                        |                      |                      | 7                            |                      | Puerto Rico     |
| 2003                | A tiéd mindenem                                           | 6                    | 28                     | 5                    | 23                   |                              |                      | Puerto Rico     |
| 2003                | Aki elmegy, ugye hazatér                                  | ?                    | 10                     | 6                    | 11                   |                              |                      | Puerto Rico     |
| 2004                | Amor latino feat. Tigris                                  | 11                   |                        | 25                   | 26                   |                              |                      | Amor latino     |
| 2005                | Mindig csak vártalak                                      | ?                    | 7                      | 12                   |                      |                              |                      | Amor latino     |
| 2005                | Ebben az álomban                                          | ?                    | 13                     | 7                    |                      |                              |                      | Best of Fiesta  |
| 2006                | Szeret a nő feat. Emilio                                  | 2                    | 8                      | 13                   |                      |                              | 140                  | Best of Fiesta  |
| 2008                | Gyűlölve szeretni                                         | 6                    |                        |                      |                      |                              |                      | Lehet hogy álom |
| 2008                | Te rongyos élet feat. Kefír, Farkas Zsófi és Hugo Sanches | ?                    |                        |                      |                      |                              |                      | Lehet hogy álom |
|                     |                                                           | Összesítés           |                        |                      |                      |                              |                      |                 |
| 1. helyezett számok |                                                           |                      |                        |                      |                      |                              |                      |                 |
| Top 10-be bekerült  | Top 10-be bekerült                                        | 3                    | 3                      | 3                    |                      | 2                            |                      |                 |
| Top 40-be bekerült  | Top 40-be bekerült                                        | 4                    | 7                      | 7                    | 3                    | 2                            |                      |                 |

## Elismerések és díjak
- 2008 – VIVA Comet – Legjobb együttes (jelölés)